# Tina Ivanović
Radmila "Tina" Ivanović (serbisk kyrilliska: Радмила "Тина" Ивановић) är en serbisk turbo-folksångerska och modell.

## Biografi
Tina föddes den 28 september 1973 i staden Kamenica i Kosovo, forna Jugoslavien. Vid 14 års ålder, vann hon sitt sjungande bidrag kallad Prvi glas pomoravlja i Batočina. Hon slutade skolan i Belgrad. Hennes första två album inom Zam Production var inte några större framgångar, men hennes tredje album inom Grand Production hade ett spår "Bunda od nerca" som blev en stor hit.

## Diskografi
- Lutalica (1998)
- Zavodnica (2000)
- Bunda od nerca (2004)
- Extra (2006)
- Miriš ljubavi (2007)